# Nicolás Otamendi
Nicolás Hernán Gonzalo Otamendi (Buenos Aires, 12 februari 1988) is een Argentijns betaald voetballer die doorgaans in de verdediging speelt. Hij tekende in september 2020 bij SL Benfica, dat hem overnam van Manchester City. Otamendi debuteerde in mei 2009 in het Argentijns voetbalelftal, waarmee hij in 2022 wereldkampioen werd.

## Carrière

### Vélez Sarsfield
Otamendi kreeg in 2008 zijn eerste profcontract bij Vélez Sarsfield, waar hij de jeugdopleiding doorliep. Hij was op het WK 2010 de enige speler in het Argentijns voetbalelftal die voor een club in Argentinië speelde en nog nooit voor een club in Europa. Hij maakte er zijn eerste minuten in de met 0-2 gewonnen (derde) groepswedstrijd tegen Griekenland, die hij van begin tot einde speelde. Hij speelde uiteindelijk 54 wedstrijden voor Sarsfield. 

### FC Porto
Otamendi tekende in augustus 2010 een vijfjarig contract bij FC Porto, dat € 4.000.000,- voor hem betaalde aan CA Vélez Sársfield. Met de Portugese club werd hij drie keer achter elkaar Portugees landskampioen en won hij de UEFA Europa League 2010/11. Hij speelde 125 wedstrijden voor de Portugezen en scoorde tien doelpunten. 

### Valencia
Otamendi tekende in februari 2014 een vijfjarig contract bij Valencia, dat €12.000.000 voor hem betaalde aan FC Porto. De Spaanse ploeg mocht hem alleen niet meer inschrijven dat seizoen, omdat het al over het maximale aantal toegestane spelers van buiten de EU beschikte. Daarom verhuurde het Otamendi eerste zes maanden aan Atlético Mineiro. Daarna voegde hij zich per 1 juli 2014 alsnog bij de Spaanse ploeg, waarmee hij dat seizoen vierde werd in de Primera División. Het bleef zijn enige seizoen bij Valencia. Hij scoorde dat seizoen als eerste Valencia-verdediger zes doelpunten in de competitie en werd opgenomen in het La Liga Team of the Year.

### Manchester City
Otamendi tekende in augustus 2015 een contract tot medio 2020 bij Manchester City, de nummer twee van de Premier League in het voorgaande seizoen. Dat betaalde circa €45.000.000,- voor hem aan Valencia. Hij maakte op 15 september in de 1-2 nederlaag in de UEFA Champions League tegen Juventus zijn debuut voor de club. Vier dagen later maakte hij zijn debuut in de Premier League. Op 31 oktober scoorde hij zijn eerste doelpunt voor City, in de 2-1 overwinning op Norwich City. Hij speelde de volledige 120 minuten in de Football League Cup op 28 februari 2016, waarin Liverpool op penalty's verslagen werd.
Op 10 december 2017 scoorde Otamendi de winnende goal in de Manchester derby tegen United, waardoor de voorsprong op de nummer twee van de Premier League opliep tot elf punten. Dat seizoen werd Otamendi voor het eerst kampioen van Engeland, met een recordbrekende 100 punten. 
Hij tekende in januari 2018 bij tot medio 2022. In 2018/19 werd City met Otamendi de eerste club met een 'domestic treble' door de Premier League, de League Cup én de FA Cup te winnen. In zijn laatste seizoen won hij voor de derde keer op rij de League Cup. In totaal kwam Otamendi in vijf seizoenen in Manchester tot 210 wedstrijden en elf goals.

### Benfica
Otamendi verruilde in 2020 Manchester City na vijf jaar voor SL Benfica, de rivaal van zijn oude ploeg FC Porto. Hij werd de opvolger van Rúben Dias die juist de omgekeerde overstap maakte. 

## Clubstatistieken
| Seizoen         | Club               | Competitie       | Competitie | Competitie | Beker | Beker | Internationaal | Internationaal | Totaal | Totaal |
| Seizoen         | Club               | Competitie       | Wed.       | Dlp.       | Wed.  | Dlp.  | Wed.           | Dlp.           | Wed.   | Dlp.   |
| --------------- | ------------------ | ---------------- | ---------- | ---------- | ----- | ----- | -------------- | -------------- | ------ | ------ |
| 2007/08         | Vélez Sarsfield    | Primera División | 1          | 0          | –     | –     | 0              | 0              | 1      | 0      |
| 2008/09         | Vélez Sarsfield    | Primera División | 18         | 0          | 0     | 0     | 6              | 0              | 24     | 0      |
| 2009/10         | Vélez Sarsfield    | Primera División | 19         | 1          | –     | –     | 8              | 0              | 27     | 1      |
| 2010/11         | Vélez Sarsfield    | Primera División | 2          | 0          | –     | –     | 0              | 0              | 2      | 0      |
| 2010/11         | FC Porto           | Primeira Liga    | 15         | 5          | 4     | 0     | 13             | 1              | 32     | 6      |
| 2011/12         | FC Porto           | Primeira Liga    | 20         | 2          | 4     | 0     | 6              | 0              | 30     | 2      |
| 2012/13         | FC Porto           | Primeira Liga    | 29         | 0          | 6     | 1     | 8              | 0              | 43     | 1      |
| 2013/14         | FC Porto           | Primeira Liga    | 13         | 0          | 3     | 1     | 4              | 0              | 20     | 1      |
| 2013/14         | → Atlético Mineiro | Série A          | 5          | 0          | 0     | 0     | 7              | 0              | 12     | 0      |
| 2014/15         | Valencia           | Primera División | 35         | 6          | 3     | 0     | –              | –              | 38     | 6      |
| 2015/16         | Manchester City    | Premier League   | 30         | 1          | 7     | 0     | 12             | 0              | 49     | 1      |
| 2016/17         | Manchester City    | Premier League   | 30         | 1          | 6     | 0     | 7              | 0              | 43     | 1      |
| 2017/18         | Manchester City    | Premier League   | 34         | 4          | 4     | 0     | 8              | 1              | 46     | 5      |
| 2018/19         | Manchester City    | Premier League   | 18         | 0          | 10    | 1     | 5              | 0              | 33     | 1      |
| 2019/20         | Manchester City    | Premier League   | 24         | 2          | 7     | 1     | 8              | 0              | 39     | 3      |
| 2020/21         | SL Benfica         | Primeira Liga    | 27         | 1          | 5     | 0     | 6              | 0              | 38     | 1      |
| 2021/22         | SL Benfica         | Primeira Liga    | 28         | 0          | 2     | 0     | 13             | 0              | 43     | 0      |
| 2022/23         | SL Benfica         | Primeira Liga    | 12         | 0          | 1     | 0     | 10             | 1              | 23     | 1      |
| Carrière totaal | Carrière totaal    | Carrière totaal  | 360        | 23         | 62    | 4     | 123            | 3              | 545    | 30     |

Bijgewerkt op 19 december 2022 

## Interlandcarrière

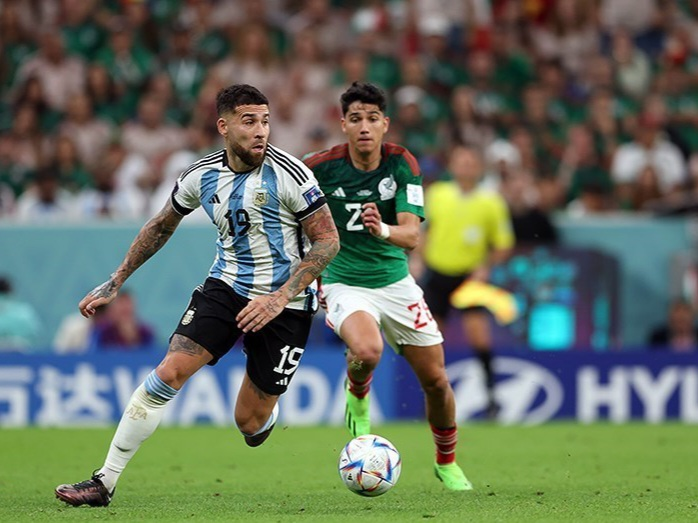
Nicolás Otamendi (links) op het WK 2022 in Qatar

Otamendi debuteerde op 20 mei 2009 onder bondscoach Diego Maradona in het Argentijns voetbalelftal, in een met 3–1 gewonnen oefeninterland tegen Panama. Hij maakte deel uit van de nationale selectie tijdens het WK 2010. Hij speelde ook voor Argentinië op de Copa América 2015 en de Copa América Centenario. Zijn ploeggenoten en hij verloren op beide toernooien de finale na strafschoppen van Chili. Otamendi speelde op het WK 2018 zijn tweede wereldkampioenschap. Een jaar daarna werd hij met de Argentijnse ploeg derde op de Copa América 2019. Met Argentinië won Otamendi in 2021 de Copa América in Brazilië en in 2022 het wereldkampioenschap in Qatar.

## Erelijst
| Competitie                    |                 |                                    |                 |                 |
| Competitie                    | Aantal          | Jaren                              |                 |                 |
| Vélez Sarsfield               | Vélez Sarsfield | Vélez Sarsfield                    | Vélez Sarsfield | Vélez Sarsfield |
| ----------------------------- | --------------- | ---------------------------------- | --------------- | --------------- |
| Primera División              | 1x              | Winnaar Clausura 2009              |                 |                 |
| Porto                         |                 |                                    |                 |                 |
| UEFA Europa League            | 1x              | 2010/11                            |                 |                 |
| Primeira Liga                 | 3x              | 2010/11, 2011/12, 2012/13          |                 |                 |
| Taça de Portugal              | 1x              | 2010/11                            |                 |                 |
| Supertaça Cândido de Oliveira | 3x              | 2011, 2012, 2013                   |                 |                 |
| Manchester City               |                 |                                    |                 |                 |
| Premier League                | 2x              | 2017/18, 2018/19                   |                 |                 |
| FA Cup                        | 1x              | 2018/19                            |                 |                 |
| EFL Cup                       | 4x              | 2015/16, 2017/18, 2018/19, 2019/20 |                 |                 |
| FA Community Shield           | 2x              | 2018, 2019                         |                 |                 |

| Competitie                     | Winnaar    | Winnaar    | Runner-up  | Runner-up  | Derde      | Derde      |
| Competitie                     | Aantal     | Jaren      | Aantal     | Jaren      | Aantal     | Jaren      |
| Argentinië                     | Argentinië | Argentinië | Argentinië | Argentinië | Argentinië | Argentinië |
| ------------------------------ | ---------- | ---------- | ---------- | ---------- | ---------- | ---------- |
| FIFA-wereldkampioenschap       | 1x         | 2022       |            |            |            |            |
| CONMEBOL Copa América          | 1x         | 2021       | 2x         | 2015, 2016 | 1x         | 2019       |
| CONMEBOL–UEFA Cup of Champions | 1x         | 2022       |            |            |            |            |